# Diocesi di Sintang
La diocesi di Sintang (in latino Dioecesis Sintangensis) è una sede della Chiesa cattolica in Indonesia suffraganea dell'arcidiocesi di Pontianak. Nel 2022 contava 266.786 battezzati su 908.656 abitanti. È retta dal vescovo Samuel Oton Sidin, O.F.M.Cap.

## Territorio
La diocesi comprende le reggenze indonesiane di Kapuas Hulu, Melawi e Sintang nella provincia di Kalimantan Occidentale sull'isola di Borneo.
Sede vescovile è la città di Sintang, dove si trova la cattedrale di Cristo Re.
Il territorio si estende su 62.120 km² ed è suddiviso in 37 parrocchie, che fanno capo a 3 regioni.

## Storia
La prefettura apostolica di Sintang fu eretta l'11 marzo 1948 con la bolla Ut in Archipelago di papa Pio XII, ricavandone il territorio dal vicariato apostolico di Pontianak (oggi arcidiocesi).
Il 23 aprile 1956 la prefettura apostolica fu elevata a vicariato apostolico con la bolla Cum ingenti dello stesso papa Pio XII.
Il 3 gennaio 1961 il vicariato apostolico è stato ulteriormente elevato a diocesi con la bolla Quod Christus di papa Giovanni XXIII.

## Cronotassi dei vescovi
Si omettono i periodi di sede vacante non superiori ai 2 anni o non storicamente accertati.
- Lambert van Kessel, S.M.M. † (4 giugno 1948 - 25 maggio 1973 dimesso)
  - Sede vacante (1973-1976)
- Isak Doera † (9 dicembre 1976 - 1º gennaio 1996 dimesso)
  - Sede vacante (1996-1999)
- Agustinus Agus (29 ottobre 1999 - 3 giugno 2014 nominato arcivescovo di Pontianak)
  - Sede vacante (2014-2016)
- Samuel Oton Sidin, O.F.M.Cap., dal 21 dicembre 2016

## Statistiche
La diocesi nel 2022 su una popolazione di 908.656 persone contava 266.786 battezzati, corrispondenti al 29,4% del totale.
| anno | popolazione | popolazione | popolazione | presbiteri | presbiteri | presbiteri | presbiteri                | diaconi | religiosi | religiosi | parrocchie |
| anno | battezzati  | totale      | %           | numero     | secolari   | regolari   | battezzati per presbitero | diaconi | uomini    | donne     | parrocchie |
| ---- | ----------- | ----------- | ----------- | ---------- | ---------- | ---------- | ------------------------- | ------- | --------- | --------- | ---------- |
| 1950 | 3.396       | 202.444     | 1,7         | 14         |            | 14         | 242                       |         |           | 30        | 8          |
| 1969 | 12.925      | 265.000     | 4,9         | 23         | 3          | 20         | 561                       |         | 25        | 36        | 7          |
| 1980 | 31.508      | 369.000     | 8,5         | 33         | 3          | 30         | 954                       |         | 33        | 34        |            |
| 1988 | 84.838      | 499.401     | 17,0        | 37         | 7          | 30         | 2.292                     |         | 34        | 35        |            |
| 1999 | 122.847     | 615.661     | 20,0        | 50         | 23         | 27         | 2.456                     |         | 33        | 68        | 36         |
| 2000 | 124.830     | 621.932     | 20,1        | 49         | 22         | 27         | 2.547                     |         | 32        | 82        | 36         |
| 2001 | 132.078     | 650.664     | 20,3        | 57         | 28         | 29         | 2.317                     |         | 34        | 83        | 36         |
| 2002 | 139.015     | 665.330     | 20,9        | 60         | 30         | 30         | 2.316                     |         | 36        | 90        | 36         |
| 2003 | 144.382     | 672.117     | 21,5        | 59         | 31         | 28         | 2.447                     |         | 36        | 75        | 36         |
| 2004 | 153.723     | 676.082     | 22,7        | 56         | 29         | 27         | 2.745                     |         | 63        | 60        | 36         |
| 2010 | 215.551     | 731.000     | 29,5        | 55         | 32         | 23         | 3.919                     |         | 29        | 63        | 36         |
| 2014 | 249.118     | 960.109     | 25,9        | 68         | 41         | 27         | 3.663                     |         | 35        | 73        | 36         |
| 2017 | 270.114     | 1.018.483   | 26,5        | 68         | 44         | 24         | 3.972                     |         | 31        | 65        | 36         |
| 2020 | 289.000     | 1.060.600   | 27,2        | 77         | 45         | 32         | 3.753                     |         | 37        | 68        | 36         |
| 2022 | 266.786     | 908.656     | 29,4        | 77         | 42         | 35         | 3.464                     |         | 42        | 63        | 37         |